# Atelomycterus baliensis
Atelomycterus baliensis is een vissensoort uit de familie van de Atelomycteridae. De wetenschappelijke naam van de soort is voor het eerst geldig gepubliceerd in 2005 door White, Last & Dharmadi.